# Euphorbia neoreflexa
Euphorbia neoreflexa är en törelväxtart som beskrevs av Peter Vincent Bruyns. Euphorbia neoreflexa ingår i släktet törlar, och familjen törelväxter. Inga underarter finns listade i Catalogue of Life.

## Bildgalleri

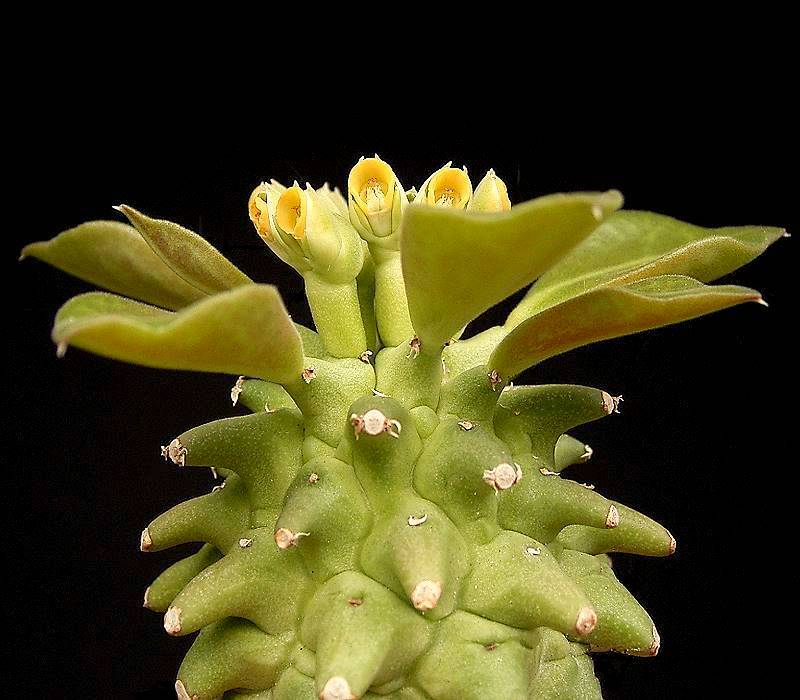
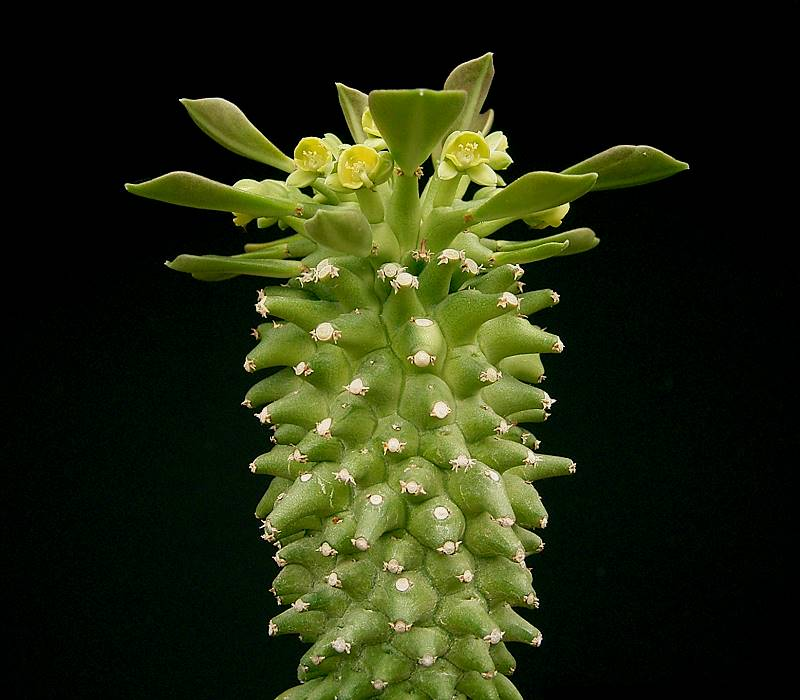
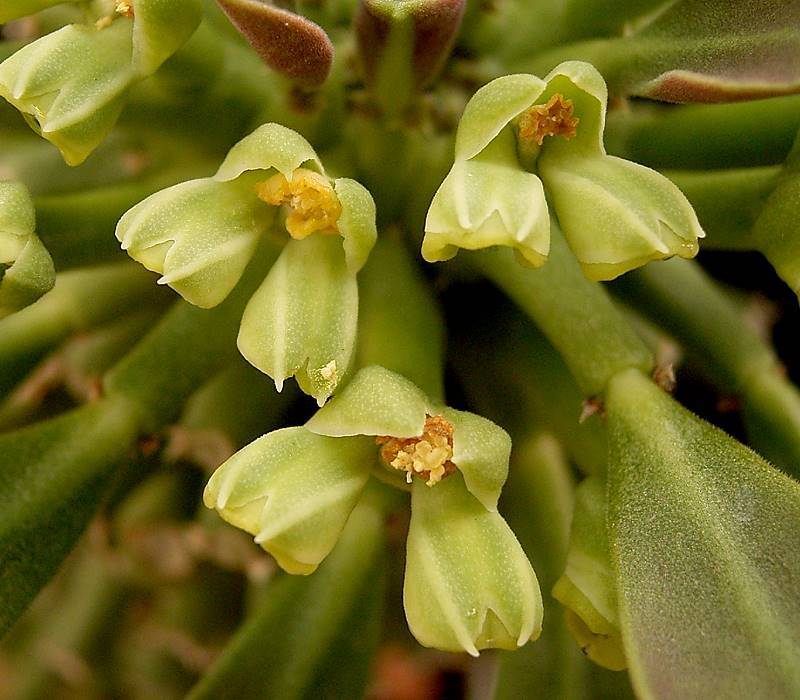